# Wahlkreis Leipzig 7
Der Wahlkreis Leipzig 7 ist der Wahlkreis Nr. 31 bei den Wahlen zum Sächsischen Landtag. Er ist einer von acht Leipziger Wahlkreisen und umfasst die Ortsteile Zentrum-Nordwest, Böhlitz-Ehrenberg, Burghausen-Rückmarsdorf, Möckern, Wahren, Lützschena-Stahmeln und Lindenthal.

## Wahl 2024
Für die Landtagswahl in Sachsen 2024 wurden die Leipziger Wahlkreise neu zugeschnitten. Der neue Wahlkreis Leipzig 7 setzt sich nun aus Teilen der bisherigen Wahlkreise Leipzig 3, Leipzig 4, Leipzig 5 und Leipzig 6 zusammen, während der bisherige Wahlkreis Leipzig 7 auf die neuen Wahlkreise Leipzig 1 und Leipzig 8 aufgeteilt wurde.
Zur Landtagswahl 2024 traten folgende Direktkandidaten und Parteien an:
| Direktkandidat    | Partei              | Erststimmen in % | Zweitstimmen in % |
| ----------------- | ------------------- | ---------------- | ----------------- |
| Rick Ulbricht     | CDU                 | 34,3             | 31,6              |
| Tobias Keller     | AfD                 | 25,7             | 24,1              |
| Olga Naumov       | Die Linke           | 07,3             | 06,1              |
| Stanislav Elinson | GRÜNE               | 08,1             | 08,8              |
| Michael Schmidt   | SPD                 | 10,5             | 10,8              |
| Alexander Gunkel  | FDP                 | 01,8             | 01,3              |
| Thomas Weidinger  | Freie Wähler        | 02,8             | 01,7              |
| –                 | Die Partei          | –                | 01,2              |
| –                 | Piraten             | –                | 00,3              |
| –                 | ÖDP                 | –                | 00,1              |
| –                 | BüSo                | –                | 00,1              |
| –                 | Tierschutz hier!    | –                | 01,2              |
| –                 | dieBasis            | –                | 00,2              |
| –                 | Bündnis C           | –                | 00,1              |
| –                 | Bündnis Deutschland | –                | 00,3              |
| Regina Kästner    | BSW                 | 09,5             | 10,8              |
| –                 | Freie Sachsen       | –                | 01,1              |
| –                 | V-Partei3           | –                | 00,2              |
| –                 | WU                  | –                | 00,2              |

## Wahl 2019
Bis zur Landtagswahl 2019 umfasste der Wahlkreis Leipzig 7 die Ortsteile Neustadt-Neuschönefeld, Schönefeld-Abtnaundorf, Schönefeld-Ost, Mockau-Süd, Mockau-Nord, Thekla, Plaußig-Portitz, Volkmarsdorf, Seehausen und Wiederitzsch.
| Direktkandidat   | Partei               | Erststimmen in % | Zweitstimmen in % |
| ---------------- | -------------------- | ---------------- | ----------------- |
| Holger Gasse     | CDU                  | 26,3             | 26,0              |
| Franz Sodann     | Die Linke            | 21,5             | 17,3              |
| Michael Schmidt  | SPD                  | 8,7              | 8,7               |
| Holger Hentschel | AfD                  | 22,2             | 21,5              |
| Daniel Gerber    | GRÜNE                | 12,6             | 13,7              |
| –                | NPD                  | –                | 0,4               |
| Christof Kraus   | FDP                  | 3,0              | 3,4               |
| Robert Baier     | Freie Wähler         | 2,3              | 2,1               |
| –                | Tierschutz           | –                | 1,9               |
| –                | Piraten              | –                | 0,4               |
| Julius Gonsior   | Die PARTEI           | 2,6              | 2,7               |
| Jürgen Scharf    | BüSo                 | 0,3              | 0,1               |
| –                | ADPM                 | –                | 0,1               |
| –                | Blaue Partei         | –                | 0,3               |
| –                | KPD                  | –                | 0,1               |
| –                | ÖDP                  | –                | 0,3               |
| –                | Die Humanisten       | –                | 0,3               |
| –                | PDV                  | –                | 0,1               |
| –                | Gesundheitsforschung | –                | 0,5               |
| Ralf Detlef Kohl | Wir sind Leipziger   | 0,4              | –                 |

## Wahl 2014
Zur Sächsischen Landtagswahl am 31. August 2014 gab es Veränderungen bei den Landtagswahlkreisen. Seitdem trägt der Wahlkreis Leipzig 7 die Wahlkreisnummer 33.
| Amtliches Endergebnis der Landtagswahl am 31. August 2014 in Sachsen im Wahlkreis 033 Leipzig 7 (Ergebnisse in Prozent) |

| Direktkandidat      | Partei          | Erststimmen in % | Zweitstimmen in % |
| ------------------- | --------------- | ---------------- | ----------------- |
| Holger Gasse        | CDU             | 32,8             | 33,1              |
| Franz Sodann        | Die Linke       | 26,1             | 22,6              |
| Irena Rudolph-Kokot | SPD             | 14,0             | 14,2              |
| Birgit Uhle         | FDP             | 02,6             | 03,0              |
| Kornelius Unkell    | GRÜNE           | 07,0             | 06,8              |
| Jörg Tiebelt        | NPD             | 04,3             | 05,1              |
| –                   | Tierschutz      | 0,–              | 01,5              |
| Glenn Gillies       | Piraten         | 01,8             | 01,6              |
| Jürgen Scharf       | BüSo            | 00,5             | 00,3              |
| –                   | DSU             | 0,–              | 00,1              |
| Ralf Nahlob         | AfD             | 09,3             | 09,4              |
| –                   | pro Deutschland | 0,–              | 00,1              |
| Stefan Kuhtz        | Freie Wähler    | 01,3             | 01,0              |
| –                   | Die Partei      | 0,–              | 01,2              |
| Ralf Detlef Kohl    | Freie Bürger    | 00,4             | 0,–               |

## Wahl 2009
| Amtliches Endergebnis der Landtagswahl am 30. August 2009 in Sachsen im Wahlkreis 031 Leipzig 7 (Ergebnisse in Prozent) |

| Direktkandidat           | Partei          | Erststimmen in % | Zweitstimmen in % |
| ------------------------ | --------------- | ---------------- | ----------------- |
| Rolf Seidel              | CDU             | 39,8             | 40,5              |
| Luise Neuhaus-Wartenberg | Die Linke       | 19,4             | 20,2              |
| Andreas Geisler          | SPD             | 14,9             | 12,4              |
| Rudi Gerhardt            | NPD             | 04,5             | 04,1              |
| Carsten Pommer           | FDP             | 12,5             | 10,2              |
| Gisela Kallenbach        | GRÜNE           | 08,9             | 06,5              |
| –                        | Tierschutz      | –                | 02,3              |
| –                        | PBC             | –                | 00,2              |
| –                        | BüSo            | –                | 00,2              |
| –                        | DSU             | –                | 00,1              |
| –                        | REP             | –                | 00,2              |
| –                        | Freie Sachsen   | –                | 01,2              |
| –                        | FP Deutschlands | –                | 00,0              |
| –                        | Humanwirtschaft | –                | 00,1              |
| –                        | Piraten         | –                | 01,6              |
| –                        | SVP             | –                | 00,3              |

## Wiederholungswahl 2006
Im Wahlkreis Leipzig 7 wurde am 22. Januar 2006 eine Wiederholungswahl für das Direktmandat durchgeführt. Die Wiederholungswahl wurde aufgrund einer vor dem Verfassungsgerichtshof des Freistaates Sachsen erfolgreichen Wahlprüfungsbeschwerde eines Kandidaten der PDS notwendig. Bei der regulären Landtagswahl im Jahr 2004 war der PDS-Wahlvorschlag nicht zur Wahl zugelassen worden, weshalb die Wahl des Direktbewerbers im Wahlkreis Leipzig 7 für ungültig erklärt wurde. Die Wiederholungswahl hatte folgendes Ergebnis:
| Direktkandidat     | Partei        | Erststimmen in % |
| ------------------ | ------------- | ---------------- |
| Rolf Seidel        | CDU           | 48,3             |
| Wolfgang Denecke   | Die Linke.PDS | 22,7             |
| Bernd Bonneß       | SPD           | 16,7             |
| Torsten Markurt    | GRÜNE         | 04,8             |
| Cornelius Janßen   | FDP           | 04,4             |
| Bernd-Rüdiger Kern | DSU           | 01,5             |
| Jürgen Kunath      | PLB           | 01,6             |

## Wahl 2004
Die Landtagswahl 2004 hatte folgendes Ergebnis:
| Direktkandidat     | Partei     | Erststimmen in % | Zweitstimmen in % |
| ------------------ | ---------- | ---------------- | ----------------- |
| Rolf Seidel        | CDU        | 46,1             | 42,1              |
| –                  | PDS        | –                | 22,8              |
| Bernd Bonneß       | SPD        | 21,2             | 13,5              |
| Torsten Markurt    | GRÜNE      | 11,5             | 05,6              |
| –                  | NPD        | –                | 05,7              |
| Cornelius Janßen   | FDP        | 09,3             | 05,6              |
| Bernd-Rüdiger Kern | DSU        | 06,0             | 00,8              |
| –                  | PBC        | –                | 00,3              |
| –                  | GRAUE      | –                | 00,9              |
| –                  | BüSo       | –                | 00,2              |
| –                  | AUFBRUCH   | –                | 00,4              |
| –                  | DGG        | –                | 00,3              |
| –                  | Tierschutz | –                | 01,8              |
| Jürgen Kunath      | PLB        | 05,9             | –                 |